# قرار مجلس الأمن التابع للأمم المتحدة رقم 1258
قرار مجلس الأمن التابع للأمم المتحدة رقم 1258، المتخذ بالإجماع في 6 آب / أغسطس 1999، بعد إعادة تأكيد القرار 1234 (1999) بشأن الحالة في جمهورية الكونغو الديمقراطية، أذن المجلس بنشر أفراد اتصال عسكريين في عواصم الدول الموقعة على اتفاق لوساكا لوقف إطلاق النار .

## القرار

### أعمال
ورحب القرار بتوقيع الاتفاق في لوساكا كأساس لحل الصراع في جمهورية الكونغو الديمقراطية. كما رحب باتفاق وقف إطلاق النار الذي أبرمته حركة تحرير الكونغو، لكنه أعرب عن قلقه لأن التجمع الكونغولي من أجل الديمقراطية لم يوقع الاتفاق بعد. علاوة على ذلك، على الرغم من توقيعه، كان القتال لا يزال مستمرا. وأثنى المجلس على جهود منظمة الوحدة الأفريقية والجماعة الإنمائية للجنوب الأفريقي. ودعيت جميع الأطراف والجماعات المتمردة على وجه الخصوص إلى وقف القتال وتنفيذ اتفاق وقف إطلاق النار.
أذن مجلس الأمن بنشر 90 ضابط اتصال عسكري تابعين للأمم المتحدة في عواصم الدول الموقعة على اتفاق وقف إطلاق النار، ومقر الأطراف المتحاربة الرئيسية في النزاع، والمقر المؤقت للجنة العسكرية المشتركة التي تم إنشاؤها كجزء من الجهود المبذولة لتنفيذ الاتفاقية. تقرر أن يكون لضباط الاتصال الولاية التالية للأشهر الثلاثة القادمة:
(أ) إقامة اتصالات مع اللجنة العسكرية المشتركة والأطراف الموقعة على اتفاق وقف إطلاق النار
(ب) وضع طرق لتنفيذ اتفاق وقف إطلاق النار
(ج) تقديم المساعدة الفنية للجنة العسكرية المشتركة
(د) تقديم معلومات إلى الأمين العام كوفي عنان فيما يتعلق بالحالة على الأرض وعن وجود الأمم المتحدة في البلد في المستقبل
(هـ) تأمين ضمانات الأمن والتعاون من الأطراف الكونغولية
وكان الأمين العام قد عين ممثلا خاصا لرئاسة العملية. وحُثت جميع الأطراف على ضمان سلامة وحرية الحركة لموظفي الأمم المتحدة والعاملين في المجال الإنساني، وطُلب من الأمين العام أن يطلع المجلس بانتظام على التطورات في المنطقة.

## روابط خارجية
- نص القرار في undocs.org